# グッドガール・アート

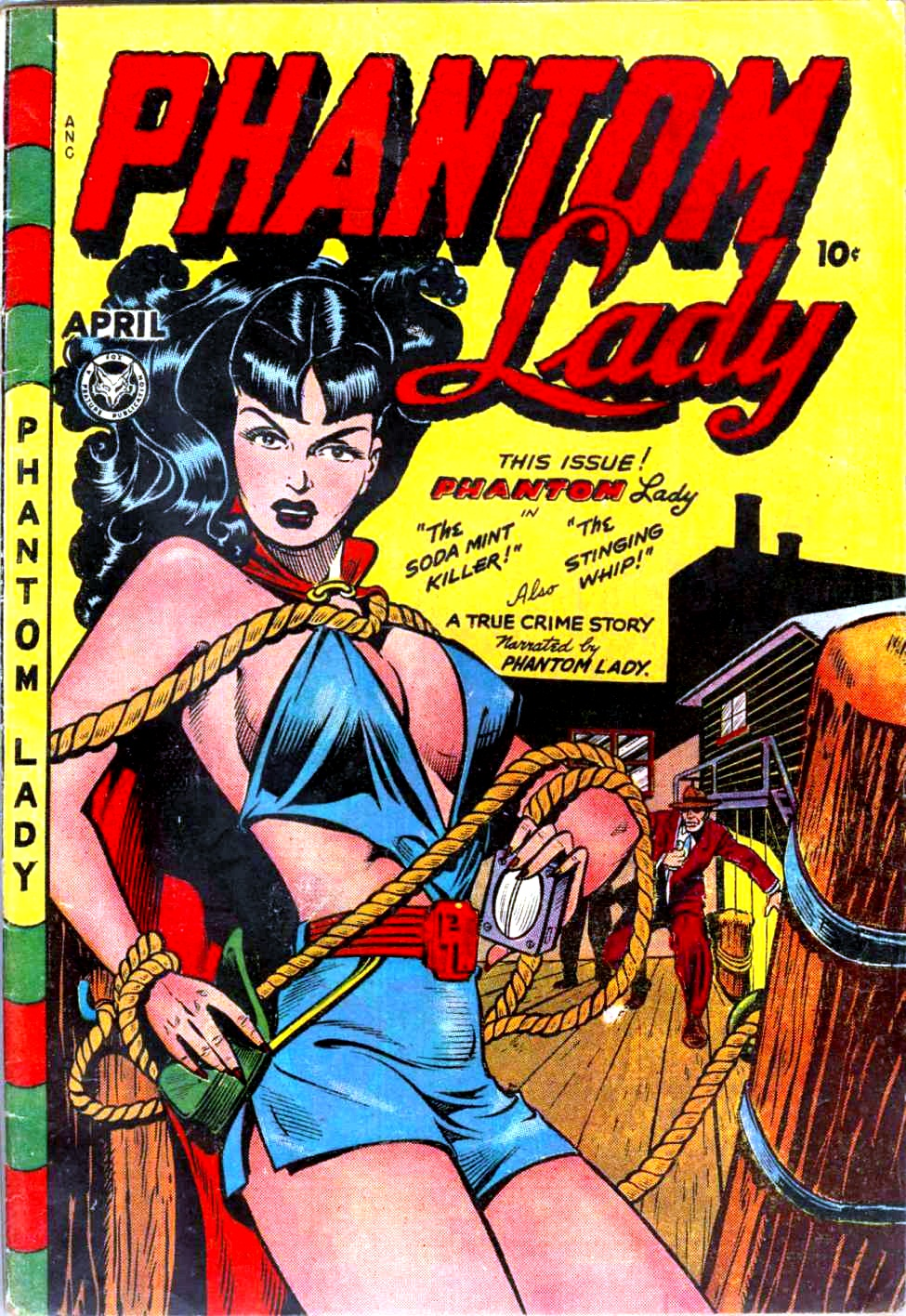
マット・ベイカー作画、『ファントム・レディ』第1シリーズ第17号（1948年4月）。この表紙絵はゴールデンエイジ（1940年代前後）のコミックにおけるグッドガール・アートの最高峰とされることがある。

グッドガール・アート（英: good girl art, GGA）とは女性を題材とするイラストレーションのスタイルの一つ。主に米国のコミックブック、コミックストリップ、パルプマガジンでよくみられた。1930年代から1970年代にかけてアメリカン・コミックブック・カンパニー社の通信販売カタログに載っていた言葉が起源。現在ではコミック専門家によって、当時のコミックで描かれていた極度にセクシュアライズされた女性像を指す言葉として使われている。その派生として、セクシーさがさらに強調されたインモラルなバッドガール・アートが1990年代に流行した。

## 歴史
グッドガール・アートという言葉は1930年代から長期にわたって広い対象を指して使われてきた。SF作家リチャード・A・ルポフはグッドガール・アートを次のように定義している。
魅力的な若い女性を描いた表紙イラストレーション。布地が少ないか体の線が浮き出る服を着ているのが一般的で、性的な刺激を狙ったデザインである。「グッドガール」はそのキャラクターが道徳的だという意味ではなく、ギャングの情婦、タフなタイプ、魔性の女タイプであることも多い。
コミック研究者クリストファー・J・ヘイトンは「グッドガール」が読者の目を楽しませながら自身の性的な魅力に気づいていない点が特徴だとしている。
グッドガール・アートの人気は1940年代から1950年代にかけてピークを迎えた。支持者は若い男性、特に駐屯地に持ち込まれたコミック以外に女性を見る機会が限られていた米軍人だった。この作風を代表するイラストレーターには、純情な少女が主人公のコミック『トーチー』で知られるビル・ワードや、コミックのゴールデンエイジに活動していた数少ないアフリカ系漫画家の一人で『ファントム・レディ』で知られるマット・ベイカーがいる。
この時期には新聞連載のコミックストリップにもグッドガール・アートが見られた。初期の例にはラッセル・スタムによる『インヴィジブル・スカーレット・オニール』がある。よくランジェリー姿で描かれる女性スーパーヒーローだった。
やがてこの言葉の対象は広がり、コミックブックやカートゥーン、ならびにダイジェスト誌、ペーパーバック本、パルプ雑誌の表紙において、女性キャラクターを挑発的で際どい（ときに非現実的な）シチュエーションで描くスタイルを指すようになった。宇宙空間を背景にしたり、ボンデージや「囚われの姫」タイプの設定で描かれるものなどがあった。
SF雑誌の表紙にグッドガール・アートを描いたイラストレーターではアール・K・バージー（『スタートリング・ストーリーズ』、『スリリング・ワンダー・ストーリーズ』)とハロルド・W・マコーリー（『イマジネーション』、『ファンタスティック・アドベンチャーズ』）の二人が挙げられる。1970年代パルプ小説では、ヘクター・ガリードがポール・ケニオンのスパイ小説「ザ・バロネス」やウォーレン・マーフィーとリチャード・サピアのパルプ冒険小説「デストロイヤー」の表紙にグッドガール・アートを描いている。
パルプ雑誌表紙に見られるグッドガール・アート
- アール・K・バージー作。『アメイジング・ディテクティヴ・テイルズ』1930年8月号。
- ハロルド・W・マコーリー作。『ファンタスティック・アドベンチャーズ』1941年1月号。
- アレクサンダー・コーン作。『ファンタスティック・アドベンチャーズ』1949年3月号。
- ハネス・ボク作。『イマジネーション』1950年10月号。
- ハロルド・W・マコーリー作。『イマジネーション』1954年10月号。

1985年、ビル・ピアソンによるインディー雑誌 Witzendがグッドガール・アートを集めた特集号を出した。取り上げられたイラストレーターにはブラッド・W・フォスター、フランク・フラゼッタ、フランク・ゴッドウィン、ロイ・クレンケル、ボブ・マクラウド、エド・パシュケ、ウィリー・ポガニー、トリナ・ロビンス、ウォーリー・ウッド、マイク・ゼックなどがいる。
1990年から2001年にかけてACコミックスからピアソンの編集で『グッドガール・アート・クォーターリー』が19号にわたって刊行された（『グッドガール・コミックス』数号を含む）。ピンナップ写真、新作コミック、ビンテージコミックが掲載されていた。

## 関連文献
- Beaulieu, Dennis (Spring 1996). "Interview with artist Richard Bassford on Wally Wood and Good Girl Art". CFA-APA. No. 40. Comic &amp; Fantasy Art Amateur Press Association.